# Paul Hitter
Paul Hitter (Bucarest, 1982) és un pintor romanés, amb arrels hongareses i austríaques. Estudià art entre d'altres a Acadèmia de Belles Arts de Múnic. Pintant, exprimeix tota l'admiració que sent pel món dels Balcans, en parla com a expressionisme balcànic: una barreja d'icones ortodoxes, art contemporani, art del carrer i expressionisme germànic, sempre inspirat en la cultura gitana, romanesa, jueva i eslava. És un artista i gitano militant que per les seves obres defensa els marginats de la societat.
Amb els seus quadres ofereix una nova perspectiva d'una societat molt estereotipada, amb molts elements crítics. Com diu el mateix artista: «perquè vinc de la terra dels Balcans, perquè els Balcans contenen una gran varietat de cultures, perquè els Balcans són una espècie de Jerusalem modern».
Va fer una primera exposició, amb el títol EXIL, al Museu Țăranului Romǎn, el museu etnogràfic de Bucarest, el 2010. Sol acompanyar l'exposició de grups de música balcànica, perquè considera que una mostra junts amb a les pintures, és com un viatge a través dels autèntics Balcans.
El 2022 la galeria Senso de Bucarest va organitzar una retrospectiva.